# 遠い匂い
「遠い匂い」（とおいにおい）は、真心ブラザーズのYO-KINGのソロ5枚目のシングル。2007年1月24日発売。

## 解説
ソロとしては、前作からおよそ2年3ヵ月ぶりのリリースとなるシングルで、アルバム『日々とポップス』の先行シングルである。
初回仕様には、タイアップ先のアニメ『銀魂』ワイドキャップステッカーが付属。

## 収録曲
- 全作詞・作曲：YO-KING

1. 遠い匂い
編曲：YO-KING、島田昌典
  - テレビ東京系アニメ『銀魂』第2期[1]オープニングテーマ
2. リピートマン
編曲：YO-KING
3. 遠い匂い（Indians Version）
編曲：YO-KING、島田昌典

## 収録アルバム
- 『日々とポップス』（2007年2月21日）
- 『銀魂BEST』（2009年3月25日）